# Fútbol ATP
Fútbol ATP fue un programa de fútbol en el que se emitían la transmisiones del torneo de Primera División por la Televisión Pública. Desde de 2021 hasta 2023, fue propietaria de los derechos de la Primera División Femenina y del 2022 hasta 2023 de los derechos del  Torneo Federal A.
Se estrenó el 26 de febrero de 2021 en el partido Argentinos Juniors-Vélez Sarsfield tras la vuelta de las transmisiones de fútbol por la televisión abierta luego del final de Fútbol para todos en 2017 y su última transmisión fue en el partido Atlético Tucumán-Central Córdoba del 16 de diciembre de 2024.

## Historia

### Antecedentes
En febrero de 2008, Canal 7 volvió a emitir los partidos de la Primera División de Argentina después de 20 años fuera del canal público.
A mediados de 2017, con el fin del Futbol para Todos para los derechos de la Primera División, el fútbol volvió a transmitirse temporalmente por televisión abierta con las transmisiones de DeporTV del pentagonal final de la temporada 2016-17 del Torneo Federal A. Desde mediados de 2018 se comenzó a transmitir las fases clasificatorias del certamen, ocasionalmente 1 partido por fecha por el canal público de deportes y la transmisión de las fases de ascenso y descenso.
Desde 2019, comenzó a transmitir el nuevo Torneo Regional Federal Amateur, certamen reemplazante de los torneos Federal B y C, vía streaming algunos encuentros mediante los sitios oficiales del DeporTV.

### Acuerdo con Disney
El 25 de febrero del 2021 se confirmó la vuelta del fútbol por la televisión abierta con la transmisión de 2 partidos correspondientes a la fecha 3 de la Copa de la Liga Profesional. Esto ocurrió tras llegar a un acuerdo con The Walt Disney Company Latin America, dueño del 50% de los derechos de transmisión de la Primera División y operadora de ESPN, canal que transmite los partidos. Por su parte, WarnerMedia Latin America, dueña del 50% restante y operadora de TNT Sports, afirmaba mantener negociaciones con el gobierno nacional, a pesar del rechazo de transmitir un partido interzonal/clásico cada 2 fechas, para transmitir otros 2 encuentros adicionales por fecha.
Actualmente transmiten 2 partidos por fecha, los mismos que ESPN Premium libera y transmite por ESPN para los suscritos a un cableoperador pero no están suscritos al Pack Fútbol.

### Incorporaciones del Fútbol Femenino y Federal A
El 9 de agosto de 2021 la AFA firmó un contrato con la empresa estatal RTA, para transmitir el Campeonato de Fútbol Femenino de Primera División A. Comenzó a transmitir el 14 de agosto en el partido Gimnasia y Esgrima (LP)-Lanús.
En 2022 el programa se sumó las transmisiones del Torneo Federal A, la primera emisión en el canal público fue el 2 de julio en el partido Atlético Paraná-Gimnasia y Esgrima de Concepción del Uruguay.
En diciembre de 2023 finalizó el convenio con RTA de los derechos televisivos del Fútbol Femenino y del Torneo Federal A, debido a la llegada de Javier Milei a la presidencia.

### Fin de transmisiones
El día 14 de noviembre de 2024 la Asociación del Fútbol Argentino le comunicó a ESPN que no tiene permitido sublicenciar partidos al canal estatal a partir del 2025 poniendo fin al programa en el que se transmitían dos partidos liberados por fecha.

## Equipo periodístico

### Relatores

#### Primera División Masculina
- Gustavo Cima
- Gustavo Kuffner
- Pablo Ladaga
- Fabian Taboada (2022)
- Alejandro Calumite (2024)

#### Primera División Femenina
- Lola del Carril
- Ariana Isasi

#### Federal A
- Juan Carlos Artelino
- Oscar Pietra
- Sebastián Suárez
- Javier Viveros

### Comentaristas

#### Primera División Masculina
- Damián Trillini
- Miguel Osovi

#### Primera División Femenina
- Claudia Villapun

#### Federal A
- Emanuel Cenci
- Vicente Covis
- Santiago Dezio
- Facundo Gaona
- Facundo Zamarian

### Campo de Juego

#### Primera División Masculina
- Alejandra Martinez
- Gabriela Previtera
- Germán Berghmans
- Juan Ballesteros
- Romina Sacher
- Sofia Martinez
- Lorenzo Colomar
- Emiliano Raddi

#### Primera División Femenina
- Gabriela Previtera
- Romina Sacher

#### Federal A
- Sebastián Alzueta
- Julio Ayala Torales
- Patricia Baudin
- Nicolás Brizuela
- Rolando Caballero
- Katy Córdoba
- José Ignacio De los Reyes
- Marcos Evans
- Diego Escuarini
- Santiago Gauna
- Guadalupe González
- Agustín Opezzo
- Ariel Ramos
- Nicolás Sánchez
- Alejo Silva
- Juan Manuel Spontón
- Diego Squarini
- Mayra Yatchesen
- Federico Zamarian

## Emisiones de torneos
| Torneo                     | Inicio                | Final                   | Primer partido                               | Último partido                               |
| -------------------------- | --------------------- | ----------------------- | -------------------------------------------- | -------------------------------------------- |
| Primera División Masculina | 26 de febrero de 2021 | 16 de diciembre de 2024 | Argentinos 0-Vélez Sarsfield 2               | Atlético Tucumán 2- Central Cordoba (SDE) 0  |
| Primera División Femenina  | 14 de agosto de 2021  | 16 de diciembre de 2023 | Gimnasia y Esgrima (LP) 4-Lanús 0            | Belgrano 0-Boca Juniors 2                    |
| Federal A                  | 2 de julio de 2022    | 3 de diciembre de 2023  | Atlético Paraná 1-Gimnasia y Esgrima (CdU) 2 | Douglas Haig 1 (1)-Gimnasia y Tiro (S) 1 (3) |